# بو كارلسون
بو جوناس هيل كارلسون (بالسويدية: Bo Karlsson)‏، من مواليد 12 أكتوبر 1949، حكم كرة قدم سويدي دولي سابق.
و قد أدار مباراة واحدة في كأس العالم لكرة القدم 1994، وقد حكم في كأس الأمم الأوروبية لكرة القدم 1992.

## روابط خارجية
- بو كارلسون على موقع IMDb (الإنجليزية)
- بو كارلسون على موقع Soccerway.com (الإنجليزية)